# Zaleptus indicus
Zaleptus indicus is een hooiwagen uit de familie Sclerosomatidae.